# L 98-59
L 98-59 è una stella di dodicesima magnitudine nella costellazione del Pesce Volante, distante poco meno di 35 anni luce dal sistema solare. Nel 2018 sono stati scoperti tre pianeti extrasolari di tipo terrestre orbitare attorno a essa. Nel 2021 nuove osservazioni hanno permesso la scoperta di un quarto pianeta, mentre viene indicata come probabile, confermata nel 2025, la presenza di un quinto pianeta, quest'ultimo situato nella zona abitabile della stella.

## Caratteristiche
L 98-59 è una delle tante nane rosse che popolano la Via Lattea. È più piccola e fredda del Sole; ha una massa del 27% e un raggio del 30% di quello del Sole, mentre la sua temperatura superficiale è attorno ai 3500 K.

## Sistema planetario

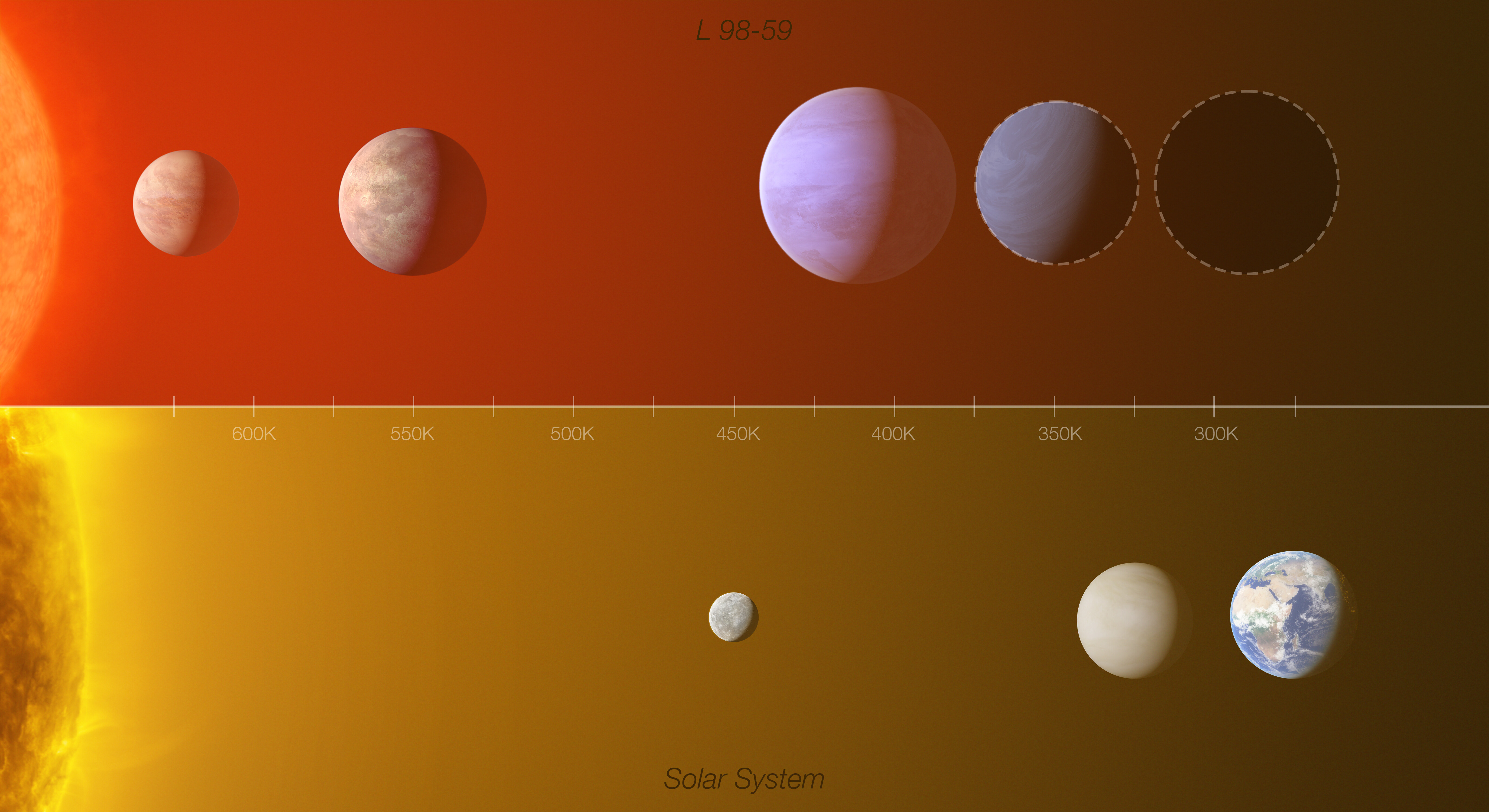
Comparazione tra il sistema di L 98-59 e il sistema solare interno.

Osservazioni con il telescopio spaziale TESS hanno portato alla scoperta, tramite il metodo del transito, di tre piccoli pianeti in orbita alla stella. I loro periodi orbitali vanno dai 2,25 giorni del pianeta più vicino alla stella ai 7,45 del terzo pianeta; le loro distanze vanno da 0,022 a 0,05 au. Il pianeta più interno, L 98-59 b, ha un raggio dell'85% di quello terrestre, mentre gli altri due pianeti con dei raggi attorno a 1,35 M⊕ sono classificabili come super Terre.
Nell'agosto del 2021 è stata annunciata la presenza di un quarto pianeta, L 98-59 e, situato più all'esterno dei primi tre pianeti scoperti; nello stesso studio, effettuato sulla base di osservazioni con lo spettrografo ESPRESSO del Very Large Telescope dell'ESO, è stata indicata la probabile presenza di un quinto pianeta. Le osservazioni con ESPRESSO hanno permesso, tramite la misurazione della velocità radiale, di stimare la massa del pianeta più interno, che è circa la metà di quella di Venere, mentre il terzo pianeta, relativamente poco denso, avrebbe un'abbondante presenza di acqua, tanto da suggerire agli astronomi che si tratti di un pianeta oceanico.
La temperatura dei due pianeti più interni è piuttosto elevata ed è probabile che siano mondi aridi, tuttavia il terzo pianeta, con una temperatura di equilibrio di 416 K, potrebbe avere il 30% della sua massa composta d'acqua ed essere quindi un pianeta oceanico. Il quarto pianeta ha una temperatura di equilibrio di 342 K (69 °C). Il candidato quinto pianeta invece orbiterebbe in 23 giorni a 0,1 unità astronomiche (15 000 000 km), riceverebbe solo il 7% in più della radiazione che la Terra riceve dal Sole, e avrebbe una temperatura di 285 K (12 °C), adatta per sostenere l'acqua liquida sulla sua superficie. Nel 2025 è stata confermata la presenza del pianeta f ed è stato rilevato un ulteriore pianeta che orbita nella parte più interna del sistema planetario, L 98-59 g, la cui massa minima è stata calcolata in 0,58 M⊕ e che orbita attorno alla stella in 1,74 giorni.
Prospetto del sistema
| Pianeta | Massa        | Raggio   | Densità    | Periodo orb.  | Sem. maggiore | Eccentricità | Incl. orbita | Scoperta |
| ------- | ------------ | -------- | ---------- | ------------- | ------------- | ------------ | ------------ | -------- |
| b       | 0,40 M⊕      | 0,85 r⊕  | 3,6 g/cm³  | 2,253 giorni  | 0,02191 UA    | 0,1          | 87,71°       | 2018     |
| c       | 2,22 M⊕      | 1,385 r⊕ | 4,57 g/cm³ | 3,69 giorni   | 0,03 UA       | 0,103        | 88,11°       | 2018     |
| d       | 1,94 M⊕      | 1,52 r⊕  | 2,95 g/cm³ | 7,45 giorni   | 0,0486 UA     | 0,074        | 89,45°       | 2018     |
| e       | 3,06 M⊕      | -        | -          | 12,796 giorni | 0,0717 UA     | 0,074        | 88,45°       | 2021     |
| f       | 3±0,5 M⊕     | -        | -          | 23,15 giorni  | 0,103 UA      | 0,21±0,18    | 88,45°       | 2021     |
| g       | 0,58±0,12 M⊕ | -        | -          | 1,7361 giorni | 0,01878 UA    | 0,027        | —            | 2025     |